# براک پیترس
براک پیترس (انگلیسی: Brock Peters; ۲ ژوئیهٔ ۱۹۲۷ – ۲۳ اوت ۲۰۰۵) یک بازیگر سینما، و هنرپیشه اهل ایالات متحده آمریکا بود. وی بین سال‌های ۱۹۴۹ تا ۲۰۰۵ میلادی فعالیت می‌کرد.
از فیلم‌ها یا برنامه‌های تلویزیونی که وی در آن نقش داشته‌است می‌توان به کشتن مرغ مقلد و اتاق ال شکل اشاره کرد.